# Rubén de la Red
Rubén de la Red Gutiérrez (Móstoles, Španjolska, 5. lipnja 1985.) je španjolski bivši nogometaš i povremeni nacionalni reprezentativac. Izuzev jedne sezone, De la Red je cijelu igračku karijeru proveo u madridskom Realu dok je s Furijom osvojio naslov europskog prvaka 2008. u Austriji i Švicarskoj.

## Karijera

### Klupska karijera
Budući da je rođen u Móstolesu koji se nalazi unutar Zajednice Madrida, De la Red se s 14 godina priključio mladom sastavu Reala a kasnije i B momčadi. Za seniorski sastav je debitirao 10. studenog 2004. u utakmici Kupa kralja protiv Tenerifea. Tijekom sezone 2006./07. kada je klub vodio talijanski strateg Fabio Capello, igrač je skupio svega sedam prvenstvenih nastupa. Iako je s klubom u tom razdoblju osvojio Primeru, Rubén napušta momčad te prelazi u redove gradskog rivala Getafea.
Rubén de la Red je za novi klub potpisao 31. kolovoza 2007. s time da je Real imao opciju otkupa igračevog ugovora tijekom naredne dvije godine. Rubén je ondje postao članom prve momčadi i ključnom karikom a pridružio mu se i bivši suigrač Esteban Granero. S klubom je stigao do četvrtfinala Kupa UEFE protiv Bayern Münchena te finala Kupa kralja u kojem je slavila Valencija.
Tijekom svibnja 2008. Realov predsjednik Ramón Calderón je izjavio da će u klub vratiti bivše igrače Rubéna de la Reda, Estebana Granera i Javija Garcíju. Nakon povratka na Santiago Bernabeu, De la Red je prvi pogodak za Kraljevski klub zabio u uzvratnoj utakmici španjolskog Superkupa koji je u konačnici i osvojen.
30. listopada 2008. igrač je hospitaliziran nakon što je kolabrirao na susretu protiv Real Unióna. Razlog je bila sinkopa dok je klub 12. prosinca objavio da će igrač propustiti ostatak sezone kao mjeru opreza dok su neki mediji tvrdili da se De la Redovo stanje srca nikad neće oporaviti.
Nakon što krajem 2009. medicinski testovi nisu dali pune rezultate, igrač je propustio cijelu sezonu 2009./10. te je svaka dva mjeseca odlazio na nova testiranja. Tako je u konačnici novopridošli igrač Raúl Albiol dobio dres s Rubénovim brojem 18, dok je De la Redu obećano da će dobiti svoj broj natrag kada se zdravstveno oporavi i vrati na travnjak. U konačnici, sam igrač je 3. studenog 2010. objavio da prekida igračku karijeru u dobi od svega 25 godina. Prije te objave, izjavio je da će ostati u Realu kao trener mladih igrača.

### Reprezentativna karijera
Rubén de la Red je sa španjolskom U19 reprezentacijom osvojio europsko prvenstvo 2004. godine a bio je i član U21 selekcije. Tadašnji izbornik Luis Aragonés koristio ga je na pripremnoj utakmici protiv Perua uoči EURA 2008 te ga u konačnici uvrstio na popis reprezentativaca za sam turnir. Na samom prvenstvu, De la Red je nastupao u susretu protiv Grčke u kojem je zabio pogodak za izjednačenje. U konačnici je Furija osvojila naslov europskog prvaka tako da je De la Red osim juniorskog osvojio i seniorsko kontinetalno prvenstvo.

#### Pogoci za reprezentaciju
| #  | Datum            | Mjesto                                      | Protivnik | Pogodak | Rezultat | Natjecanje                    |
| -- | ---------------- | ------------------------------------------- | --------- | ------- | -------- | ----------------------------- |
| 1. | 18. lipnja 2008. | Wals Siezenheim Stadion, Salzburg, Austrija | Grčka     | 1 : 1   | 2 : 1    | Utakmica skupine na EURU 2008 |

## Osvojeni trofeji

### Klupski trofeji
| Klub        | Trofej               | Sezona / godina |
| Španjolska  | Španjolska           | Španjolska      |
| ----------- | -------------------- | --------------- |
| Real Madrid | Španjolsko prvenstvo | 2006./07.       |
| Real Madrid | Španjolski Superkup  | 2008.           |

### Reprezentativni trofeji
| Turnir                     | Trofej | Godina |
| -------------------------- | ------ | ------ |
| Europsko U19 prvenstvo     | Zlato  | 2004.  |
| EP u Austriji / Švicarskoj | Zlato  | 2008.  |

## Vanjske poveznice
- National Football Teams.com